# 漁大津駅
漁大津駅（オデジンえき、어대진역）は朝鮮民主主義人民共和国咸鏡北道漁郎郡に位置する朝鮮民主主義人民共和国鉄道省平羅線の駅である。

## 歴史
- 1924年10月11日：龍坪駅として開業[1]。
- 1935年11月1日：漁大津駅に改称[2]。